# 加尔多内-里维耶拉
加尔多内-里维耶拉（義大利語：Gardone Riviera），是意大利布雷西亚省的一个市镇。总面积20.62平方公里，人口2726人，人口密度132.2人/平方公里（2009年）。国家统计（ISTAT）代码为017074。

## 友好城市
- 法國阿卡雄 1980年
- 義大利佩斯卡拉 2010年